# Antti Järvelä
Antti Santeri Järvelä, född 1978, är en finsk spelman, violinist, basist och kompositör. Antti är en av de drivande medlemmarna i den finsk-norska folkmusikgruppen Frigg som musiker, kompositör och arrangör. Han har också spelat i Oloneuvos. Sedan 2004 spelar han även bas i den kända finska gruppen JPP, tillsammans med flera av släktingarna från spelmanssläkten Järvelä från Kaustby-trakten.